# Metropolitanato de Esmirna
El metropolitanato de Esmirna (en griego: Ιερά Μητρόπολη Σμύρνης) es una circunscripción eclesiástica de la Iglesia ortodoxa de Constantinopla en Turquía. Se trata de un metropolitanato bizantino, sede metropolitana de la provincia eclesiástica de Esmirna. Desde el 11 de septiembre de 2016 es regido por Bartolomé (Samaras), quien lleva el título de metropolitano de Esmirna, el más honorable ('hipertimos') y exarca de toda Asia (en griego: Ο Σμύρνης υπέρτιμος και έξαρχος πάσης Ασίας). 

## Territorio y organización

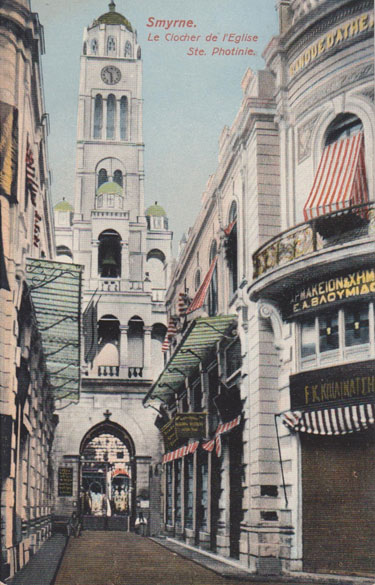
Catedral de Santa Fotina, en Esmirna, destruida en el incendio de 1922

El metropolitanato extiende su jurisdicción sobre los fieles ortodoxos de rito bizantino griego en el área de la provincia de Esmirna. El metropolitanato limita al norte, este y sur con el metropolitanato de Éfeso y al oeste con el metropolitanato de Briula y el mar Egeo. Es uno de los 5 metropolitanatos que renació bajo el patriarca Bartolomé I, por lo que constituye uno de los diez distritos eclesiásticos activos del patriarcado en territorio turco, junto con la arquidiócesis de Constantinopla y los metropolitanatos de Adrianópolis, Ancyra, Calcedonia, Derkos, Imbros y Ténedos, Islas de los Príncipes, Pisidia y Prusa.

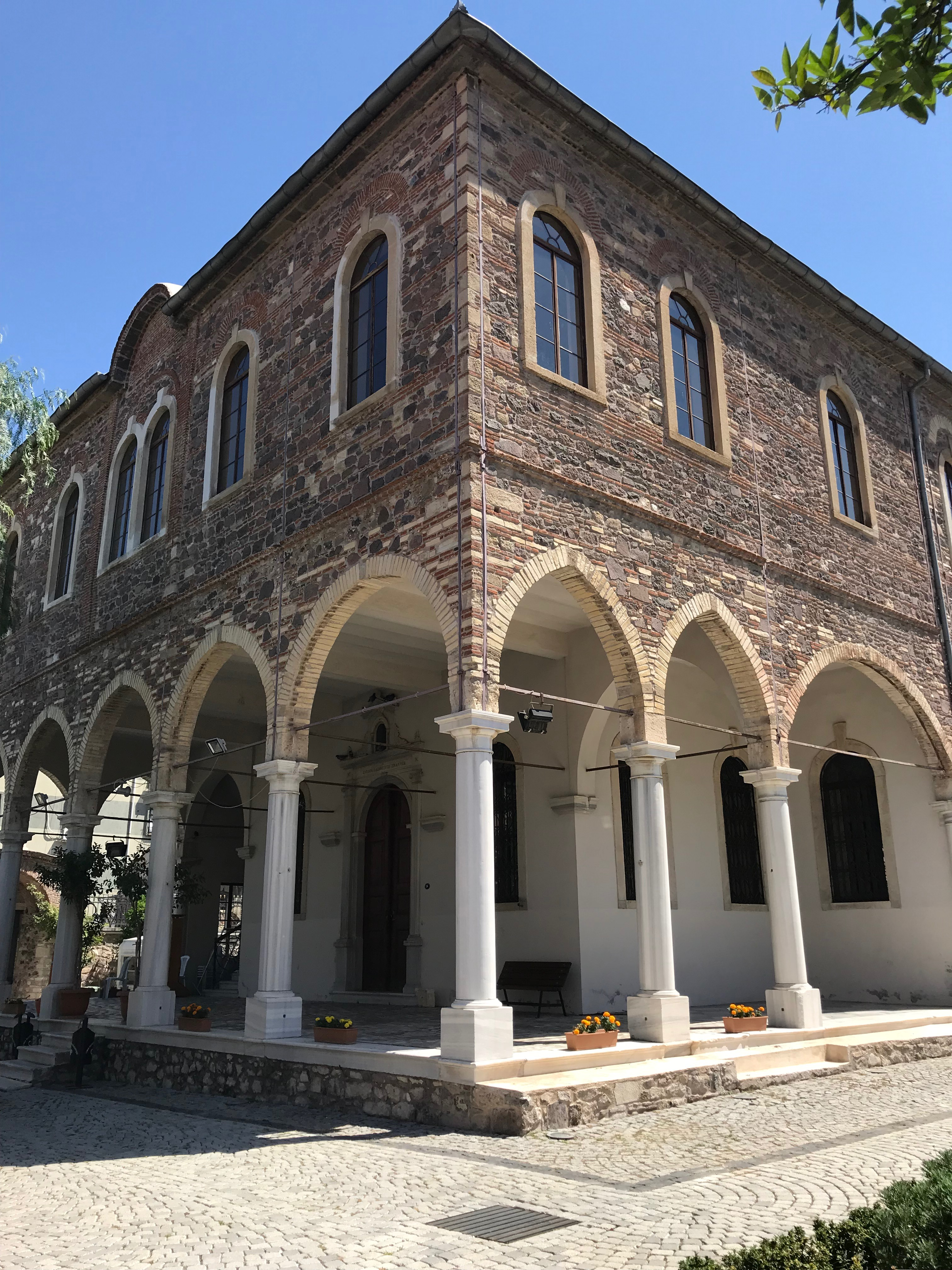
Iglesia de los Santos Bucolo y Policarpo, en Esmirna

La sede de la arquidiócesis se encuentra en el municipio de Konak de la ciudad de Esmirna, en donde se hallaba la Catedral de Santa Fotina, que fue destruida durante el Incendio de Esmirna en septiembre de 1922. El 6 de abril de 2023 el papa Francisco, respondiendo a una petición del patriarca Bartolomé I de Constantinopla, concedió la iglesia católica de Santa María, ubicada en Konak, a la Iglesia ortodoxa para atender las necesidades litúrgicas, espirituales y eclesiásticas del metropolitanato de Esmirna y servir como su catedral. Hasta entonces la única iglesia regular del metropolitanato era la de Santa Fotina, un antiguo templo protestante cedido por los Países Bajos en 1952 para el uso del consulado de Grecia, y que no tiene relación con la antigua catedral del mismo nombre. Allí todos los rituales previstos por el calendario sagrado de la Iglesia ortodoxa se realizan a diario en griego, eslavo eclesiástico y georgiano. También está la capilla de los Más Grandes Arcángeles Miguel y Gabriel, que se formó dentro del cementerio ortodoxo griego en Esmirna en memoria de la antigua homónima iglesia en Esmirna. La capilla tiene una Divina Liturgia dos domingos cada año.  

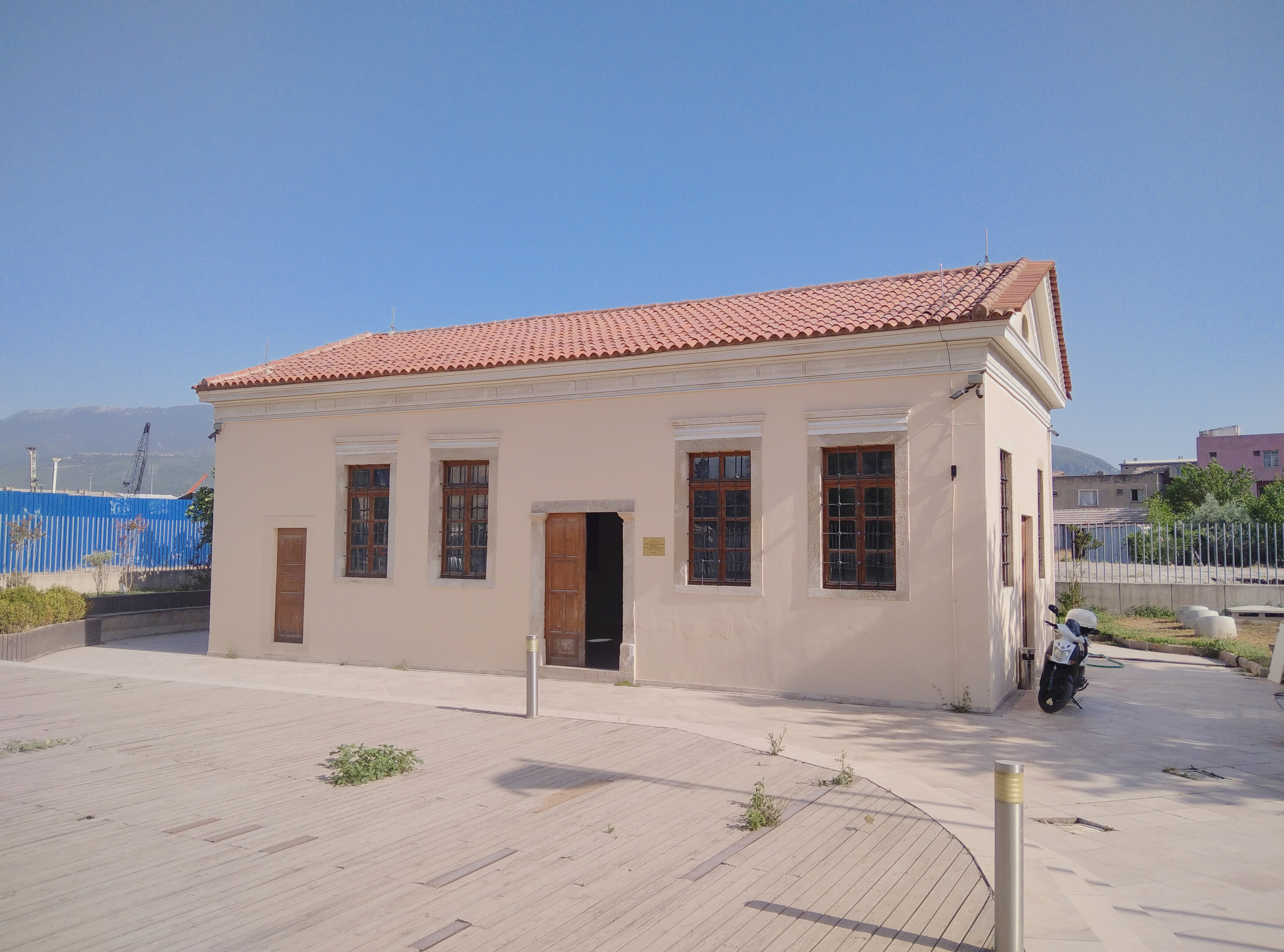
Iglesia de la Exaltación de la Cruz del Señor, en Bornova

De las 16 iglesias ortodoxas de Esmirna, solo la iglesia de los Santos Bucolo y Policarpo escapó al incendio de 1922 y se ha preservado. Desde 1924 a 1951 fue usada como museo y para otras finalidades por el Estado turco. Después de las acciones concertadas del consulado griego en Esmirna y las autoridades turcas, la iglesia fue restaurada por la administración de la ciudad de Esmirna. Las obras de restauración se completaron en 2011 y se revelaron hagiografías dentro de la iglesia. El 17 de agosto de 2014, se celebró la primera Liturgia Divina en el templo desde el incendio de Esmirna. Hoy el templo se usa como un área multicultural y ocasionalmente se realizan funciones litúrgicas después del permiso de las autoridades en la fiesta de la Epifanía (6 de enero), en memoria de los santos (alternativamente), el domingo de la Ortodoxia, los sábados y domingos por la noche.
Durante la década de 2010, con la asistencia de los municipios de la provincia de Esmirna, se renovaron otras 3 iglesias que se usan como centros culturales y ocasionalmente se realizan liturgias y secuencias divinas:
- Agua Bendita de la Virgen María, en Esmirna;
- Santos Constantino y Elena, en Menemeni;
- Exaltación de la Cruz del Señor, en Bornova. La adoración divina solo en Pascua y en su fiesta (14 de septiembre), con el permiso de las autoridades.

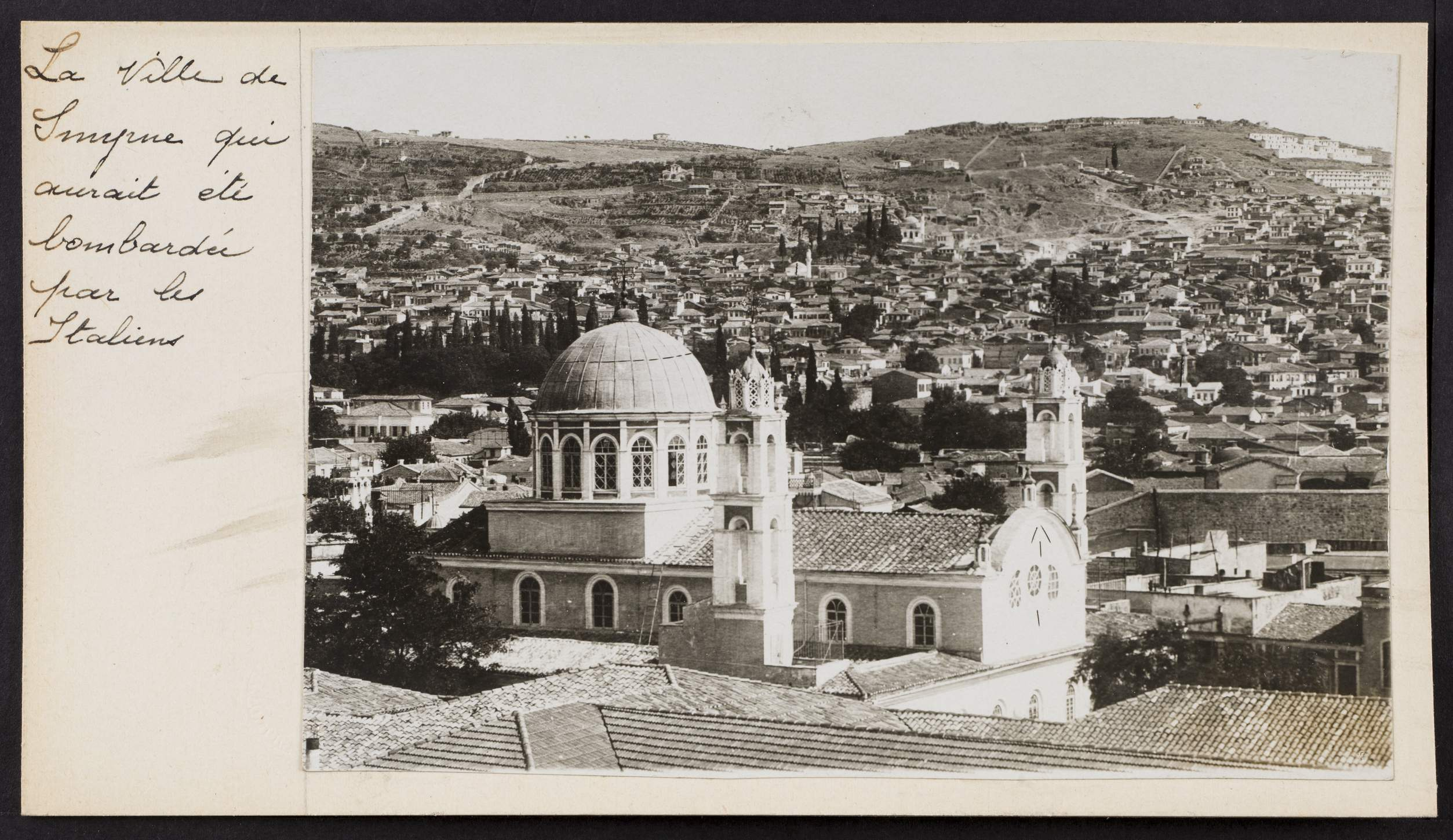
Iglesia de San Jorge, en Esmirna, destruida en 1922

La iglesia del Profeta Elías (una basílica de tres naves de 1846) se conserva, pero está abandonada sin restauración. También se conservan partes de la iglesia de San Juan (construida en 1700, ampliada en 1773 y reconstruida en 1804).

## Historia

### Período romano-bizantino
Esmirna es una de las diócesis más antiguas, fue una antigua sede metropolitana de la provincia romana de Asia en la diócesis civil Asiana y en el patriarcado de Constantinopla. 
No se conoce el momento exacto de la expansión del cristianismo en el área de Esmirna. Es posible que lo introdujera el apóstol Pablo o uno de sus discípulos. A finales del siglo I la ciudad ya contaba con una pequeña comunidad cristiana, cuyo primer líder se llamaba Aristón. La Iglesia de Esmirna era una de las Siete Iglesias de Asia, mencionadas en el Nuevo Testamento en el libro del Apocalipsis (2.8-11) escrito por Juan de Patmos. Alrededor del año 110 Ignacio de Antioquía escribió una serie de cartas, las primeras documentadas históricamente, entre ellas una dirigida al pueblo de Esmirna y a su obispo Policarpo, quien fue quemado vivo por los romanos en el estadio de la Acrópolis de Esmirna el 23 de febrero de 155. En esta carta se documenta por primera vez el uso del nombre Iglesia católica. El siguiente obispo de Esmirna fue Papirio, a quien más tarde sucedió Camerios. Esmirna fue también el lugar del martirio de san Pionius durante el reinado de Decio.
El Concilio de Nicea I en 325 aprobó la ya existente organización eclesiástica según la cual el obispo de la capital de una provincia romana (el obispo metropolitano) tenía cierta autoridad sobre los otros obispos de la provincia (sufragáneos), utilizando por primera vez en sus cánones 4 y 6 el nombre metropolitano. Quedó así reconocido el metropolitanato de Éfeso con primacía de honor sobre los metropolitanatos de Asia (exarcado). Esmirna fue una de las diócesis sufragáneas de Éfeso. Cuando el Imperio romano se dividió en el año 395, Esmirna pasó a formar parte del Imperio romano de Oriente (o bizantino). El canon 28 del Concilio de Calcedonia en 451 pasó al patriarca de Constantinopla las prerrogativas del exarca de Asia, por lo que el metropolitanato de Éfeso pasó a ser parte del patriarcado y Esmirna, en un momento entre 451 y 457 fue elevada al rango de arquidiócesis autocéfala dentro del patriarcado.

### Período preotomano
El dominio bizantino sobre Esmirna comenzó a ser cuestionado desde el ataque godo del 440, seguido por el primer ataque árabe musulmán por el califato omeya en el año 654, y su breve toma entre 672 y 673.
A mediados del siglo IX, Esmirna, una de las sufragáneas de Éfeso, fue elevada al rango de sede metropolitana. En el momento de su promoción, la diócesis de Esmirna ocupó el puesto 39 en las Notitiae Episcopatuum, mientras que durante el reinado del emperador León VI (886-912) ocupó el puesto 44. En la época del patriarca Nicolás I el Místico (901-925), se le atribuyen cuatro sufragáneas, todas tomadas de la provincia eclesiástica de Éfeso: Focea, Magnesia, Clazómenas y Arcangelo. Otra fuente menciona también a la diócesis de Petra. La ciudad también fue el lugar de exilio del monje Teodoro Estudita en el siglo IX, que jugó un papel importante en los renacimientos tanto del monasticismo bizantino como de los géneros literarios clásicos en Bizancio.
Entre 1076 y 1091 Esmirna, Clazómenas, Focea, Lesbos y otras varias islas del Egeo fueron capturadas por primera vez por piratas turcos selyúcidas y retomadas por los bizantinos entre 1092 (Lesbos) y 1097 (Esmirna).
En el siglo XII las diócesis sufragáneas fueron subordinadas al metropolitanato de Éfeso, pero luego regresaron a ser sufragáneas de Esmirna. Esmirna fue capturada por los Caballeros de San Juan cuando Constantinopla fue conquistada por los cruzados durante la Cuarta Cruzada en 1204, pero popco después capturada por el Imperio de Nicea. Bajo este imperio, en el siglo XIII la ciudad prosperó mientras se erigieron varias iglesias y monasterios, el más notable de ellos fue el monasterio de Lembon. Sus aliados genoveses recibieron en 1261 el área portuaria y controlaron Focea entre 1275 y 1340, erigiendo la diócesis de Focea (católica). El 4 de junio de 1318 Guillaume Adam, un dominico francés que regresaba de una misión en Persia, fue elegido arzobispo latino de Esmirna hasta el 6 de octubre de 1322. Los turcos del Beylicato de Aydın capturaron parte de Esmirna en 1317 y expulsaron a los genoveses del puerto en 1329. 
En 1342 el patriarca latino de Constantinopla, Enrique de Asti, organizó la primera Cruzada de Esmirna contra el Beylicato de Aydın, una flota compuesta por barcos de Chipre, Venecia, Génova y Rodas. Los caballeros de Rodas lograron capturar el puerto y la ciudadela de Esmirna el 28 de octubre de 1344. Cuando el 17 de enero de 1345 el patriarca trató de celebrar la misa en una estructura abandonada que creía que había sido la catedral del metropolitanato de Esmirna, fuerzas turcas los atacaron, mataron al patriarca y masacraron a los demás, entre ellos el comandante veneciano Pietro Zeno. La arquidiócesis de Esmirna fue erigida canónicamente por el papa Clemente VI en 1346 y tuvo una serie de obispos residenciales hasta 1412. La ciudad pasó a tener un arzobispo latino y un metropolitano griego, para quien a finales del siglo siglo XIV solo los obispados de Focea y Magnesia permanecían bajo su jurisdicción metropolitana.
La ciudad de Esmirna permaneció en manos latinas hasta diciembre de 1402, cuando fue arrasada por los mongoles de Tamerlán, quien fue responsable de la masacre de la mayor parte de la población cristiana, que constituía la gran mayoría en Esmirna, sin embargo, parece que una comunidad cristiana sobrevivió a la devastación de la ciudad, aunque no hay registros sobrevivientes de un metropolitano griego en Esmirna desde 1389, cuando parte de la ciudad fue capturada por primera vez por los otomanos, hasta 1470, ni de un arzobispo latino desde 1412. Tras derrotar a los otomanos, Tamerlán entregó de nuevo Esmirna al reconstruido Beylicato de Aydın.

### Período otomano
En 1415 el Imperio otomano recapturó Esmirna, aunque volvió a manos de Aydın hasta que 1424 fue definitivamente conquistada por los turcos otomanos. Para 1470 el metropolitanato de Esmirna había sido reconstituido, pero la disminución de la población cristiana hizo que para este período solo se documenta una diócesis sufragánea, Magnesia, que posteriormente fue suprimida e integrada al metropolitanato de Éfeso. Esmirna fue reconstruida por los otomanos, pero en 1472 fue ocupada brevemente por los venecianos y volvió a incendiarse.
Tras la caída de Constantinopla en 1453 ante los otomanos el cristianismo en Anatolia decayó constantemente, aunque el metropolitanato de Esmirna se salvó y para principios del siglo XX Esmirna tenía un 40% de población cristiana griega. A pesar de enfrentarse a una plaga en 1676, un terremoto en 1688 y un gran incendio en 1743. Durante los siglos XVII y XVIII se registró en la ciudad un número significativo de mártires locales que se negaron a convertirse al islam y fueron torturados por las autoridades musulmanas. En 1624 los católicos volvieron a establecer un obispo en Esmirna al erigirse el vicariato apostólico de Asia Menor.
El 30 de enero de 1766 fue creada la diócesis de Mosjonisi con parte de Esmirna, que en 1922 se convirtió en un metropolitano independiente. Cuando el 8 de julio de 1770 se conoció la destrucción de la flota otomana por la armada rusa en la Batalla de Česhme, una turba musulmana recurrió a la masacre de griegos y otros cristianos, incluso europeos, como venganza. Según la estimación del cónsul francés Peysonnais, entre 1000 y 1500 personas fueron masacradas en Esmirna. También se produjeron masacres durante los primeros meses de la Revolución de 1821.
Durante la guerra greco-turca (1919-1922) el 2 de mayo de 1919 la Esmirna fue conquistada por el ejército griego, pero fue abandonada por las tropas griegas después de su derrota en agosto de 1922. El ejército turco ingresó a la ciudad el 27 de agosto de 1922 y la quemó por completo. La mayoría de los griegos de Esmirna, unos 165 000, (más los refugiados del centro de Anatolia) fueron asesinados por el ejército turco. Los que escaparon fueron evacuados en barco a Grecia en septiembre de 1922 (entre 150 000 y 200 000 griegos), por lo que prácticamente ninguna población ortodoxa permaneció allí en el siglo XX y la diócesis dejó de existir. El metropolitano Crisóstomo (Kalafatis) ayudó considerablemente a la invasión griega de Turquía y tras negarse a partir, fue asesinado por un linchamiento cuando las tropas turcas recuperaron la ciudad el 27 de agosto de 1922. Fue declarado mártir y santo de la Iglesia ortodoxa por el Santo Sínodo de la Iglesia ortodoxa de Grecia el 4 de noviembre de 1992. Se estima que de un total de 459 sacerdotes del metropolitanato de Esmirna, 347 de ellos fueron asesinados por el ejército turco.

### Restablecimiento del metropolitanato
Tras el Tratado de Lausana, para poner fin a la guerra greco-turca, en 1923 se llevó a cabo el intercambio de poblaciones entre Grecia y Turquía que condujo a la extinción total de la presencia cristiana ortodoxa en el territorio del metropolitanato de Esmirna. Parte de la población evacuada se asentó en las cercanías de Atenas, en donde se fundó Nea Smirni. La sede, sin embargo, nunca fue suprimida canónicamente por el patriarcado de Constantinopla y permaneció vacante desde el 27 de agosto de 1922 hasta el 11 de septiembre de 2016, cuando Bartolomé Samaras fue ordenado metropolitano de Esmirna. Desde la década del 2000, gracias a acuerdos con las autoridades turcas, se han recuperado, restaurado y reabierto al culto algunas iglesias ortodoxas.

## Episcopologio

### Época romana y bizantina

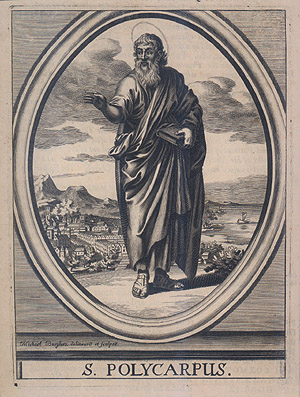
Policarpo de Esmirna

La cronología de este período (hasta 1285 inclusive) es la referida por Le Quien con los añadidos y correcciones de Destephen, de la Prosopographie der mittelbyzantinischen Zeit, de la Prosopography of the Byzantine World y de Laurent.
- Arista I †
- Stratea †
- Arista II †
- San Bucolo † (circa 100-105)
- San Policarpo de Esmirna † (circa 110-156)
- Calinico † (?-?)
- Papirio †
- Camerio †
- San Trasea? †[nota 1]
- Eudemone †
- Eutichio † (mencionado en 325)[21]
- Iddua † (antes de 431-después de 437)[22]
- Eterico † (antes de 448-después de 457)[23]
- Alessandro (o Menandro o Evandro) † (siglo V/siglo VI)[24]
  - Focio? † (inicios del siglo VI) (obispo monofisita)[nota 2]
- Calloas † (mencionado en 536)[25]
  - Pietro † (circa 558-circa 562 falleció) (obispo monofisita)[26]
- Evezio † (siglo VI)[27]
- Costantino I † (siglo IX)[28]
- Anónimo † (mencionado entre 816 y 823)[29]
- Metrofane † (antes de 859-antes de 879 depuesto)[30]
- Niceta † (mencionado en 879)[31]
- Antonio † (siglo X)[32]
- Sofronio † (siglo X/siglo XI)[33]
- San Teodoro †
- Anónimo † (mencionado en 1019)[34]
- Giovanni I † (mencionado en 1054)[35]
- Giovanni II † (antes de 1071-después de 1072)[36]
- Costantino II † (antes de 1166-después de 1170)[37]
- Costantino III † (mencionado en 1192)[38]
- Niceta † (siglo XII/siglo XIII)[39]
- Giovanni † (antes de 1228-después de 1229)[40]
- Giorgio † (mencionado en 1250)[41]
- Callisto Teodoro † (mencionado entre 1256 y 1259)[42]
- Caloforo † (?-1260)[43]

### Época genovesa y de los Caballeros
- Giovanni Phocas † (6 de diciembre de 1271-inicios de 1283 depuesto)[44]
- Tommaso † (mencionado en 1285)[44]
- Teodolo † (antes de junio de 1294-circa 1296 depuesto)[45]
- Zaccaria † (mencionado en 1319)[46]
- Senofonte † (mencionado entre 1319 y 1324)[47]
- Macario † (mencionado entre 1356? y 1363)[48]
- Dionisio † (antes de 1387?-después de 1389)[49]
- ? (1389)
- Antonio † (mencionado en 1393)

### Época otomana y turca

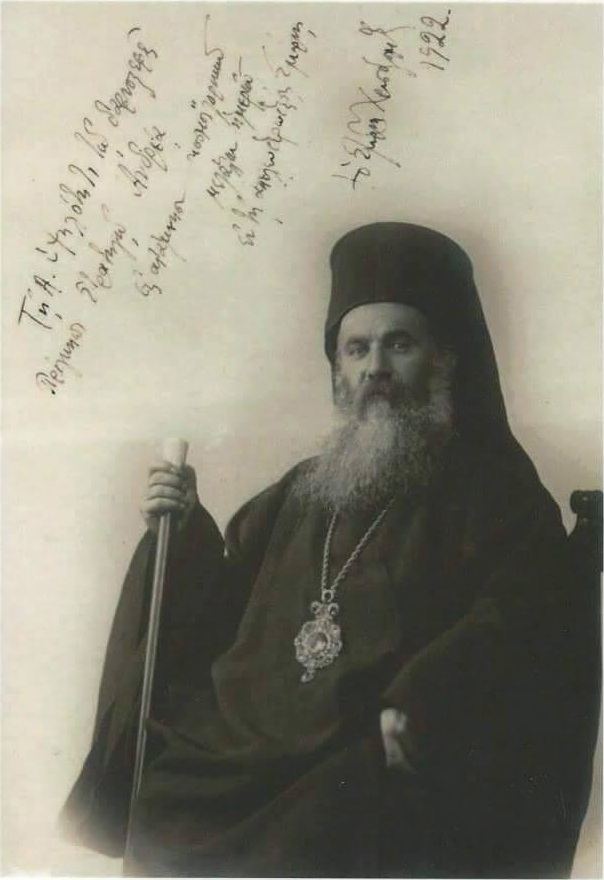
Crisóstomo Kalafatis, metropolitano mártir de Esmirna en 1922

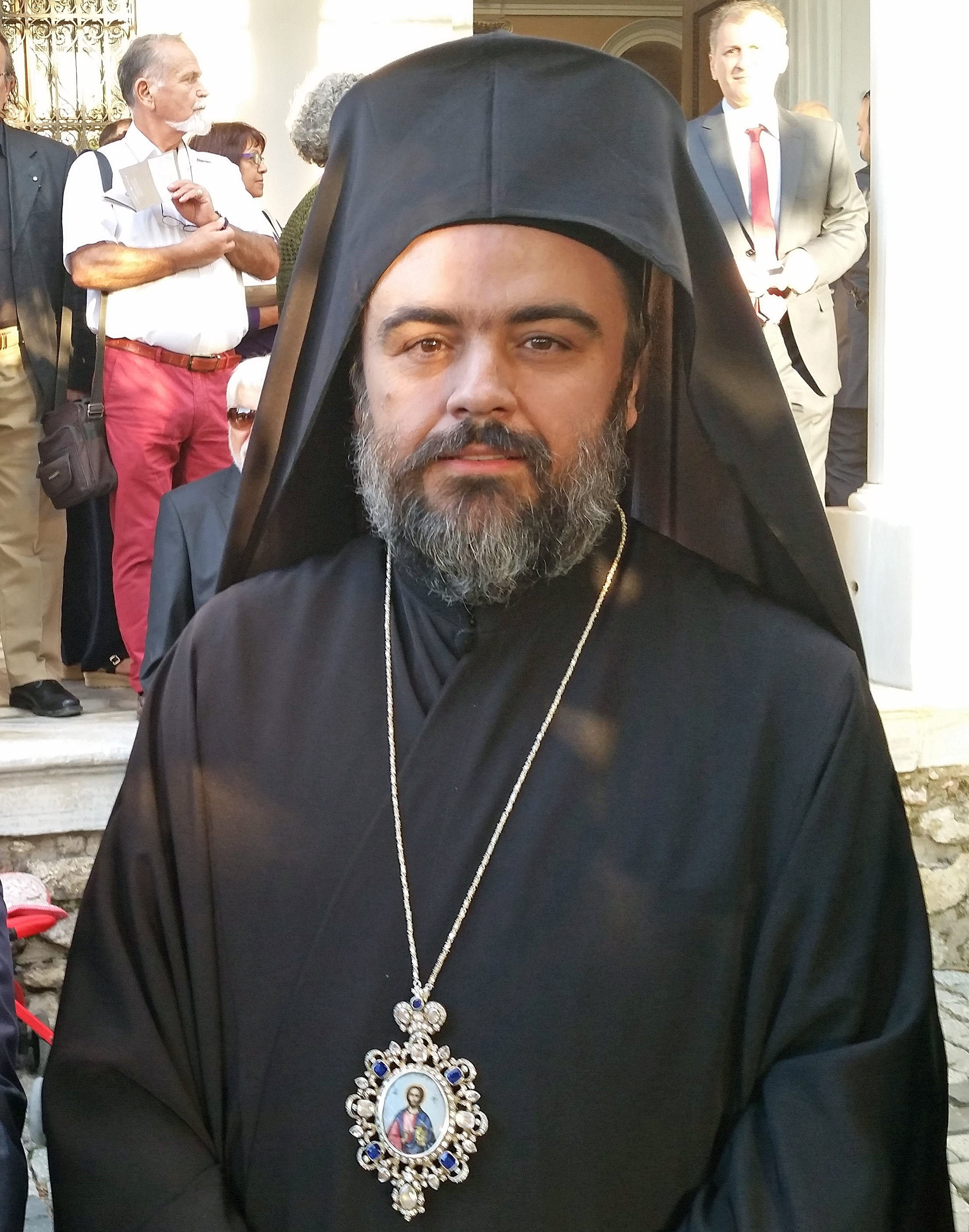
Bartolomé (Samaras), metropolitano de Esmirna desde 2016

- Daniele † (circa 1470/1471-antes de 1481 electo metropolitano de Éfeso)[50]
- Metodio † (mencionado en 1499)
- Daniele † (mencionado en 1541)
- Gabriele † (mencionado en 1572)
- Macario † (mencionado en 1585)
- Metodio † (mencionado en 1592)
- Gabriele † (mencionado en 1605)
- Teolepto †
- Niceforo †
- Giacomo † (1620?-febrero de 1638)[nota 3]
- Geremia † (febrero de 1638-1639/1640)
- Giacomo † (1639/1640-noviembre de 1652 depuesto) (por segunda vez)
- Natanaele † (noviembre de 1652?-mayo de 1653?)
- Macario † (mayo de 1653-después de 1676)
- Ignazio † (?-30 de junio de 1688 falleció)
- Atanasio † (1688-1689/1690)
- Gregorio Kontaris † (1689/1690-19 de abril de 1698 falleció)
- Cipriano † (15 de junio de 1698-14 de octubre de 1707)
- Partenio † (15 de octubre de 1707-después de octubre de 1717)
- Anania † (antes de 1720-después de 1721)
- Neofito † (24 de enero de 1731-septiembre de 1765)
- Callinico † (1 de octubre de 1765-enero de 1770)
- Procopio (Pelekasis) † (enero de 1770-29 de junio de 1785 electo patriarca de Constantinopla)
- Gregorio (Angelopoulos) † (19 de agosto de 1785-19 de abril de 1797 electo patriarca de Constantinopla)
- Antimo I (Chorianopoulos) † (11 de mayo de 1797-20 de octubre de 1821 electo metropolitano de Calcedonia)[nota 4][nota 5]
- Paisio † (octubre de 1821-junio de 1827 renunció)
- Hieroteo † (junio de 1827-octubre de 1831 renunció)
- Serafino Drosos † (octubre de 1831-julio de 1833 depuesto)
- Crisante Karamalis † (julio de 1833-1 de abril de 1837 electo metropolitano de Prusa)
- Paisio † (1 de abril de 1837-marzo de 1840 depuesto)
- Crisante † (junio de 1840-diciembre de 1840 depuesto)
- Atanasio Chatsivasiliou † (enero de 1841-27 de diciembre de 1850 falleció)
- Antimo Lykaris † (3 de enero de 1851-1853 falleció)
- Paisio Klinovios † (15 de febrero de 1853-15 de noviembre de 1857 electo metropolitano de Filipópolis)
- Crisante † (15 de noviembre de 1857-4 de septiembre de 1869 falleció) (por segunda vez)
- Melezio † (25 de septiembre de 1869-30 de diciembre de 1883 falleció)
- Basilio Asteriadis † (22 de diciembre de 1884-23 de enero de 1910 falleció)
- Crióostomo Kalafatis † (11 de marzo de 1910-27 de agosto de 1922 falleció)[nota 6]
  - Sede vacante (1922-2016)
- Bartolomé (Samaras), desde el 11 de septiembre de 2016